# ۶۶۴ (خورشیدی)
۶۶۴ ششصد و شصت و چهارمین سال هجری خورشیدی است.